# Thelypteris rusbyi
Thelypteris rusbyi är en kärrbräkenväxtart som först beskrevs av Carl Frederik Albert Christensen, och fick sitt nu gällande namn av R. Tryon. Thelypteris rusbyi ingår i släktet Thelypteris och familjen Thelypteridaceae. Inga underarter finns listade.